# Ochenta y seis
El ochenta y seis (86) es el número natural que sigue al ochenta y cinco y precede al ochenta y siete.

## Propiedades matemáticas
- Es un número compuesto, que tiene los siguientes factores propios: 1, 2 y 43. Como la suma de sus factores es 46 < 86, se trata de un número deficiente.

## Características
- 86 es el número atómico del radón.
- 86 es el número de Maxwell Smart en la serie Superagente 86.

- Datos: Q713221
- Multimedia: 86 (number) / Q713221